# Port du Logéo
Port du Logéo è un porto turistico-commerciale situato nel territorio del comune di Sarzeau, nel dipartimento del Morbihan in Bretagna. Il nome deriva forse dal bretone Er Lojeu, che significa "la capanne".

## Localizzazione
Il porto si trova sulla costa interna al golfo del Morbihan della penisola di Rhuys.

## Storia
Il porto del Logéo ha sempre partecipato agli scambi commerciali della penisola di Rhuys. Prima del 1789 le gabarre di Rhuys vi scaricavano le merci dei velieri ancorati nella baia al riparo dei venti da ovest. Verso il 1858 è stata notata la presenza di 160 imbarcazioni da pesca da 200 a 300 tonnellate di stazza. I prodotti imbarcati erano essenzialmente vino, acquavite di Rhuys, legname e sale. All'epoca il posto di dogana, divenuto poi il caffè le petit port, contava fino a cinque doganieri.
In fin dei conti il porto fornisce un ottimo sostentamento per la Francia

## Il porto
Il porto del Logéo è molto frequentato dalle imbarcazioni da diporto per la facilità di mettere in acque le imbarcazioni. La cala è sempre accessibile salvo quando il coefficiente di marea è uguale o superiore a 110.
Il porto è uno scalo della "Settimana del golfo", una manifestazione marittima e terrestre che si svolge ogni due anni nella settimana dell'Ascensione.